# Hans-Joachim Beckmann
Hans-Joachim Beckmann (ur. 12 stycznia 1946 w Rodenkirchen w gminie Stadland, powiat Wesermarsch) – niemiecki polityk, samorządowiec i inżynier, od 1988 do 1989 poseł do Parlamentu Europejskiego II kadencji, burmistrz Lemwerder.

## Życiorys
Po ukończeniu szkoły podstawowej przyuczał się do pracy przy wytwarzaniu części lotniczych. Zdobył zatrudnienie w Vereinigten Flugtechnischen Werken, przez cztery lata służył w Luftwaffe. Ukończył później studia wyższe z inżynierii lotniczej, pracował jako konstruktor samolotów. Należał do rady pracowniczej w koncernie lotniczym DASA, zasiadł też w radzie nadzorczej Wohnungsbaugesellschaft Wesermarsch.
W 1973 wstąpił do Socjaldemokratycznej Partii Niemiec. Od 1984 do 2004 kierował jej strukturami w części powiatu Wesermarsch, był też jej wiceszefem w podregionie Weser-Ems i landzie Dolna Saksonia. W 1976 został radnym w Lemwerder, zaś w 1986 objął tam funkcję zastępcy burmistrza. W 1984 kandydował do Parlamentu Europejskiego, mandat uzyskał 15 sierpnia 1988 w miejsce zmarłego Jana Klinkenborga. Przystąpił do grupy socjalistycznej, należał do Komisji ds. Kontroli Budżetu, Komisji ds. Rolnictwa, Rybołówstwa i Rozwoju Wsi oraz Komisji ds. Rozwoju i Współpracy. Od 1990 do 2001 zasiadał w landtagu Dolnej Saksonii, zaś w latach 2001–2013 był burmistrzem Lemwerder. Następnie odszedł na emeryturę przed końcem kadencji.